# Victoire Brielle
Victoire-Françoise Brielle (Saint-Poix, 31 de Janeiro de 1815 — 28 de Abril de 1847), conhecida como a Santa de Méral, foi uma religiosa e mística francesa, venerada na diocese de Laval. Seu corpo foi encontrado incorrupto vinte anos após a morte.
| “ | Eu não preciso dormir: cansaria-me demais no leito. Peço-te de deixar-me orar. | ” |
|   | — Victoire Brielle, .                                                          |   |

## Biografia

### Infância e família
Victoire-Françoise nasceu em 1815 numa família fervorosamente católica que fazia parte da burguesia de Méral e Saint-Poix. Logo a família transferiu-se em La Grihaine, para cultivar os seus terrenos.

### Vida religiosa
Em 1833, a jovem Victoire entra no convento beneditino do Santíssimo Sacramento de Craon  e, em 1835, muda-se para as Freiras de Evron. Por causa dos frequentes problemas de saúde, não foi-lhe permitido ficar no mosteiro, tendo, então, que voltar para sua casa, mas sempre conduzindo uma vida de caridade: dando comida aos famintos, assistindo os doentes e dedicando várias noites às orações.

### Morte e corpo incorrupto
Em 21 de abril de 1847 previu sua morte e oito dias depois aconteceu: faleceu em 29 de abril de 1847..
Em 20 de agosto de 1866, quase vinte anos depois do sepultamento no cemitério de Méral, o corpo dela, foi re-exumado e encontrado completamente incorrupto, e por pedido do pároco, foi novamente enterrado. Re-exumada novamente em 3 de outubro, o corpo, reconhecido pelo pai, pelo irmão e pelos fiéis da cidade, foi encontrado completamente mumificado.. O túmulo vira meta de peregrinos e, por essa razão, o pároco decide transferí-lo para a Capela de São José, sempre em Méral.

### Processo de beatificação
O então bispo de Laval, Dom Louis-Marie Billé, (1984-1995, futuro cardeal), cria uma comissão para a abertura do processo de beatificação de Victoire Brielle, comissão confirmada para Dom Armand Maillard, seu sucessor, que, em 14 de dezembro de 1996 comunica aos fiéis o Nulla osta da Santa Sé para o processo de beatificação. O processo canónico diocesano de três volumes é depositado no Vaticano em 19 de Dezembro de 1997.

## Frases da Santa de Méral
- Como Deus não me achou digna da vida religiosa, devo achar minha salvação na vida comum.
- Pai, me perdoe o incômodo que Vos dou, sem chegar à nada.
- É preciso sofrer um pouco.

## Imagens

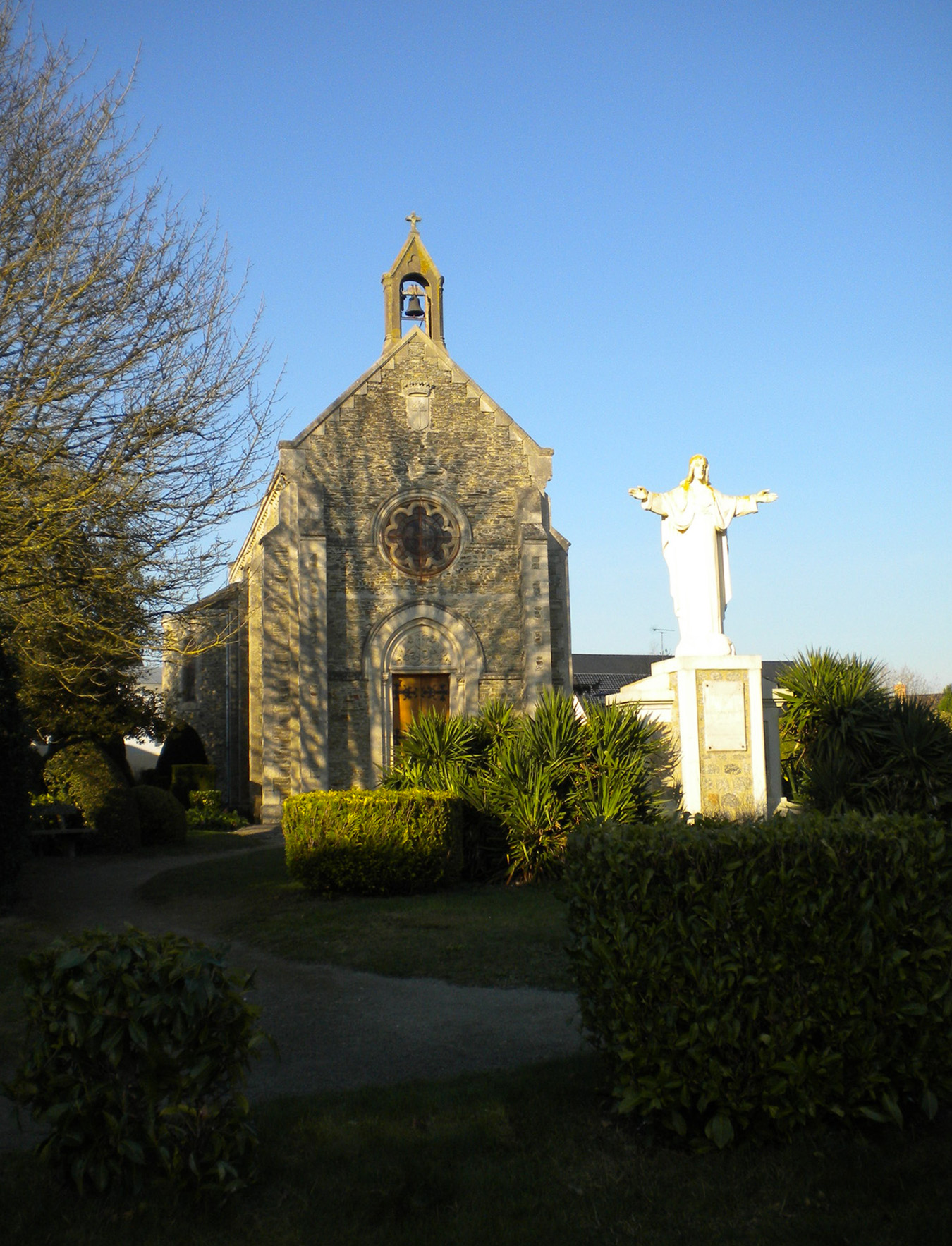
A capela de São José, em Méral, onde Victoire Brielle està sepultada.
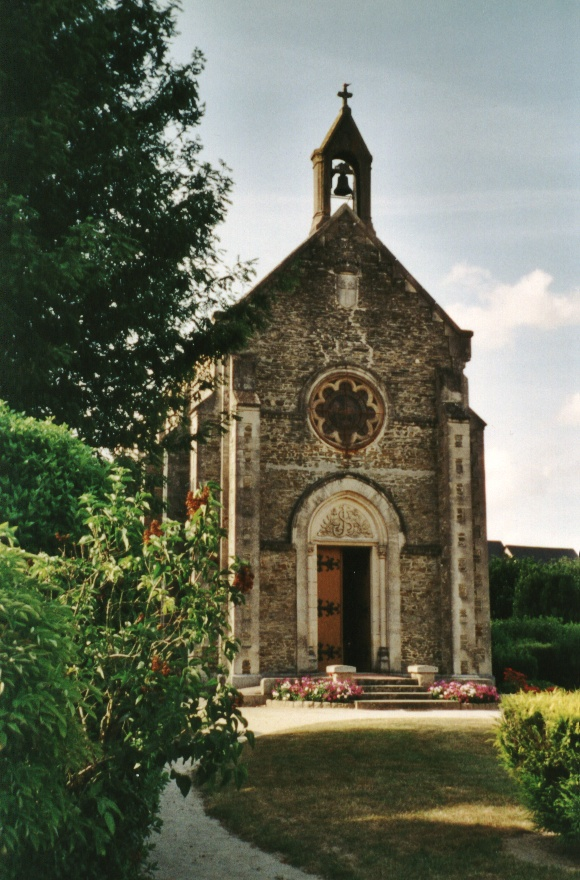
Outra imagem da capela de São José.